# Dicranum lorifolium
Dicranum lorifolium är en bladmossart som beskrevs av Mitten 1859. Dicranum lorifolium ingår i släktet kvastmossor, och familjen Dicranaceae. Inga underarter finns listade i Catalogue of Life.